# Пасіка (заказник)
Па́сіка — ботанічний заказник місцевого значення в Україні. Розташований у межах Борзнянської громади Ніжинського району Чернігівської області, на північний схід від села Кинашівка. 
Площа — 125 га. Статус присвоєно згідно з рішенням Чернігівського облвиконкому від 04.12.1978 року № 529; від 27.12.1984 року № 454; від 28.08.1989 року № 164. Перебуває у віданні ДП «Борзнянське лісове господарство» (Борзнянське л-во, кв. 82 — 83). 
Статус присвоєно для збереження лісового масиву з високопродуктивними насадженнями дуба та сосни віком 50-70 років. У домішку — береза, вільха та інші. 
У трав'яному покриві — ряд бореальних видів-супутників сосни та неморальних видів-супутників дуба.